# Anita Mazzetta
Anita Mazzetta (* 1963 in Trun; heimatberechtigt in Trun) ist eine Schweizer Politikerin (Grüne).

## Leben
Anita Mazzetta wuchs in Trun auf. Nach der Matura an der Kantonsschule Chur studierte sie Romanistik an der Universität Fribourg und in Florenz und absolvierte eine Ausbildung zur Gymnasiallehrerin. Anita Mazzetta war während 13 Jahren als Redaktorin, Moderatorin und Redaktionsleiterin bei Radiotelevisiun Svizra Rumantscha sowie als Regionalkorrespondentin beim Schweizer Fernsehen tätig. Seit 2000 ist sie Geschäftsführerin des WWF Sektion Graubünden. Anita Mazzetta ist Mutter einer Tochter und lebt in Chur.

## Politik
Anita Mazzetta war von 2009 bis 2019 für die Fraktion Freie Liste Verda Mitglied des Gemeinderates (Legislative) von Chur, dem sie 2018 als Präsidentin vorstand. Sie war von 2013 bis 2021 Mitglied der Geschäftsprüfungskommission Stadt Chur und von 2016 bis 2019 Mitglied der Geschäftsprüfungskommission Region Plessur.
Anita Mazzetta wurde 2022 in den Grossen Rat des Kantons Graubünden gewählt. Bei diesen ersten Proporzwahlen in Graubünden errangen die Grünen mit Simon Gredig und Anita Mazzetta die ersten Mandate im Grossen Rat. Sie ist Mitglied der Kommission für Umwelt, Verkehr und Energie.
Anita Mazzetta ist seit 2007 Vorstandsmitglied und seit 2022 Co-Präsidentin der Grünen Graubünden. Seit 2018 ist sie Vorstandsmitglied der Freien Liste Chur. Anita Mazzetta ist seit 2007 Vorstandsmitglied der Vereinigung Bündner Umweltorganisationen VBU und seit 2011 Vorstandsmitglied der AEE Graubünden. Von 1993 bis 2022 war sie Mitglied des Stiftungsrats Fundaziun Anton Cadonau pil Romontsch en Surselva und ist seit 2000 Mitglied des Stiftungsrates Chasa Rumantscha. Seit 2007 ist sie Mitglied des Stiftungsrats Benevol Graubünden, dem sie seit 2020 als Vizepräsidentin vorsteht.